# Braunschweiger Verkehrs-GmbH

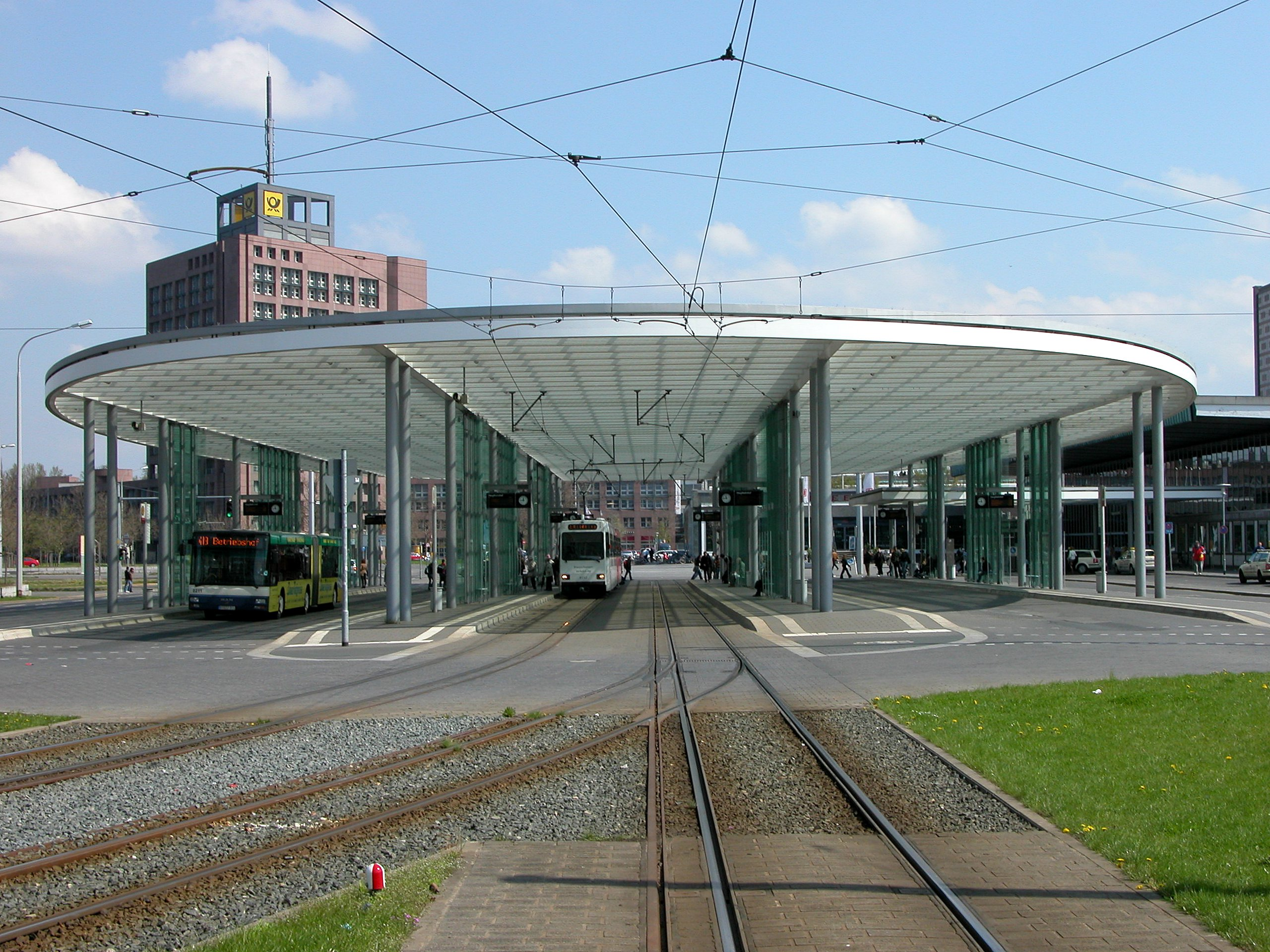
Kombinierter Bus- und Straßenbahn-Bahnhof vor dem Hauptbahnhof, vorne: Dreischienengleis-Strecke für verworfene RegioStadtBahn Braunschweig, Mai 2006

Die BSVG betreibt den öffentlichen Personennahverkehr (ÖPNV) im Stadtgebiet sowie teilweise im Großraum Braunschweig mit mehreren Bus- sowie Straßenbahnlinien zusammen mit anderen Verkehrsunternehmen innerhalb der Verkehrsverbundes Region Braunschweig (VRB). Das Unternehmen beförderte im Jahr 2018 40,4 Mio. Fahrgäste.
Das Unternehmen wurde 1879 unter dem Namen Straßen-Eisenbahn-Gesellschaft gegründet, aus der die „Elektrizitätswerke und Straßenbahn Braunschweig AG“ hervorgingen, die wiederum 1937 in die „Stadtwerke“ umgewandelt wurden. Im Jahr 1972 erhielt das Unternehmen den Namen Braunschweiger Verkehrs-AG. Im Rahmen einer Umfirmierung wurde der Name mit Wirkung zum 28. Juli 2014 in Braunschweiger Verkehrs-GmbH geändert.
Seit dem Juli 2019 wird die Braunschweiger Verkehrs-GmbH mit dem Rufnamen "BSVG" und dem Slogan "Wir bringen dich hin" betrieben.

## Geschichte

### Anfänge
Die Geschichte des Personennahverkehrs in Braunschweig begann bereits in den 1870er Jahren. Die zu dieser Zeit betriebenen Buslinien wurden zunächst ausschließlich mittels Pferdeomnibussen befahren. Für den 10. Mai 1877 sind drei Linien verzeichnet:
| Eröffnungsdatum | Pferdeomnibus-Strecken 1877 |
| 16.01.1873      | Hauptbahnhof – Bankplatz – Kohlmarkt – Schuhstraße – Sack – Höhe – Hagenmarkt – Fallersleber Tor                                       |
| 02.02.1873      | Holst Kaffeegarten (Badetwete) – Augusttor – Hauptbahnhof – Bankplatz – Kohlmarkt – Altstadtmarkt – Radeklint – Amalienplatz           |
| 10.05.1877      | Holst Kaffeegarten (Badetwete) – Augusttor – Hauptbahnhof – Bankplatz – Kohlmarkt – Schuhstraße – Höhe – Hagenmarkt – Fallersleber Tor |

Nur zwei Jahre später, 1879, wurde die Straßen-Eisenbahn-Gesellschaft, der Rechtsvorgänger der heutigen Braunschweiger Verkehrs-GmbH gegründet. Im selben Jahr begann die Personenbeförderung mittels Pferdebahnen auf Lochschienen, ab 1881 auf Rillenschienen. Das Netz wurden sukzessive ausgebaut, so dass 1893 bereits vier Strecken mit einer Gesamtlänge von 13,5 km betrieben wurden:
| Eröffnungsdatum | Pferdebahn-Strecken 1879                                                                |
| unbekannt       | Nordbahnhof – Bohlweg – Kohlmarkt – Friedrich-Wilhelm-Platz – Westbahnhof               |
| unbekannt       | Fallersleber Tor – Casparistr. – Münzstr. – Bruchtorwall – Augusttor – Schloss Richmond |
| unbekannt       | Hauptfriedhof – Marienstift – Adolfstr. – Steinweg – Altstadtmarkt – Hohetor            |
| unbekannt       | Kohlmarkt – Altstadtmarkt – Petritor – Weißes Roß                                       |

### Bis zum Zweiten Weltkrieg
18 Jahre nach der Gründung fuhr ab 1897 die erste elektrisch betriebene Straßenbahn in Braunschweig. Sie verkehrte unter anderem bis in das nahe gelegene Wolfenbüttel.
Zusätzlich zum Personenverkehr wurde die Tram zwischen Braunschweig und Wolfenbüttel von 1899 bis 1921 für den Güterverkehr genutzt. Das Unternehmen wollte seit 1902 zudem vierachsige Großraumwagen aus den USA auf dieser Strecke betreiben, welche jedoch zu breit waren. Ab 1915 wurden Großraumwagen von Herbrand eingesetzt. Eine Besonderheit der Braunschweiger Straßenbahn ist ihre Spurweite von 1100 Millimetern. In Deutschland gab es diese Spurweite nur noch in Lübeck und Kiel. Bis 1909 wurden zusätzlich weitere Strecken in Betrieb genommen. Damit besaß Braunschweig bereits ein Straßenbahnnetz mit einer Gesamtlänge von 30,6 km.
Die ersten Omnibusse wurden ab 1928 zur Personenbeförderung eingesetzt. Sie bedienen seither sowohl den innerstädtischen Personennahverkehr als auch den in der Region. Am 14. Oktober 1941 wurde der neue Betriebshof in der Georg-Westermann-Allee eingeweiht.

### Nachkriegszeit

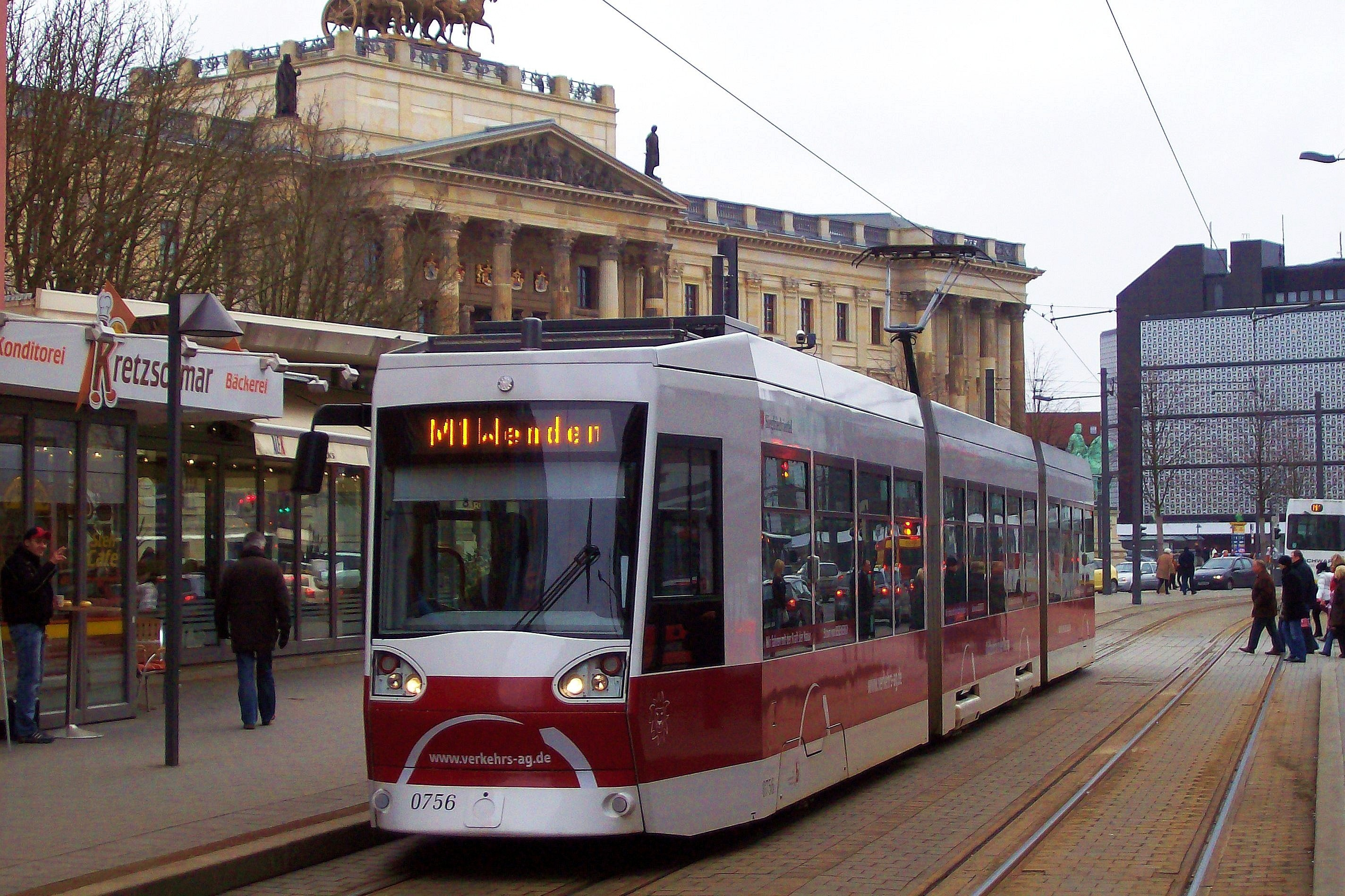
Triebwagen des Typs NGT8D fährt in die zentrale Haltestelle Rathaus ein, im Hintergrund das Schloss

Obwohl während des Zweiten Weltkrieges zahlreiche Busse und Straßenbahnen, aber auch die Infrastruktur zum Teil schwer beschädigt oder zerstört worden waren, gelang es bereits im Mai 1945, nur wenige Wochen nach der Übergabe der Stadt Braunschweig an US-amerikanische Truppen am 12. April 1945, wieder eine erste Straßenbahnlinie im Stadtgebiet zu betreiben.
Die Verbindung nach Wolfenbüttel wurde 1954 eingestellt, was sich später als Fehlentscheidung herausstellte, wie auch die Einstellung des Schienenverkehrs nach Riddagshausen und nach Ölper (1963). Seit dieser Zeit gibt es keinen Schienennahverkehr über die Stadtgrenze mehr.

### Aktuell

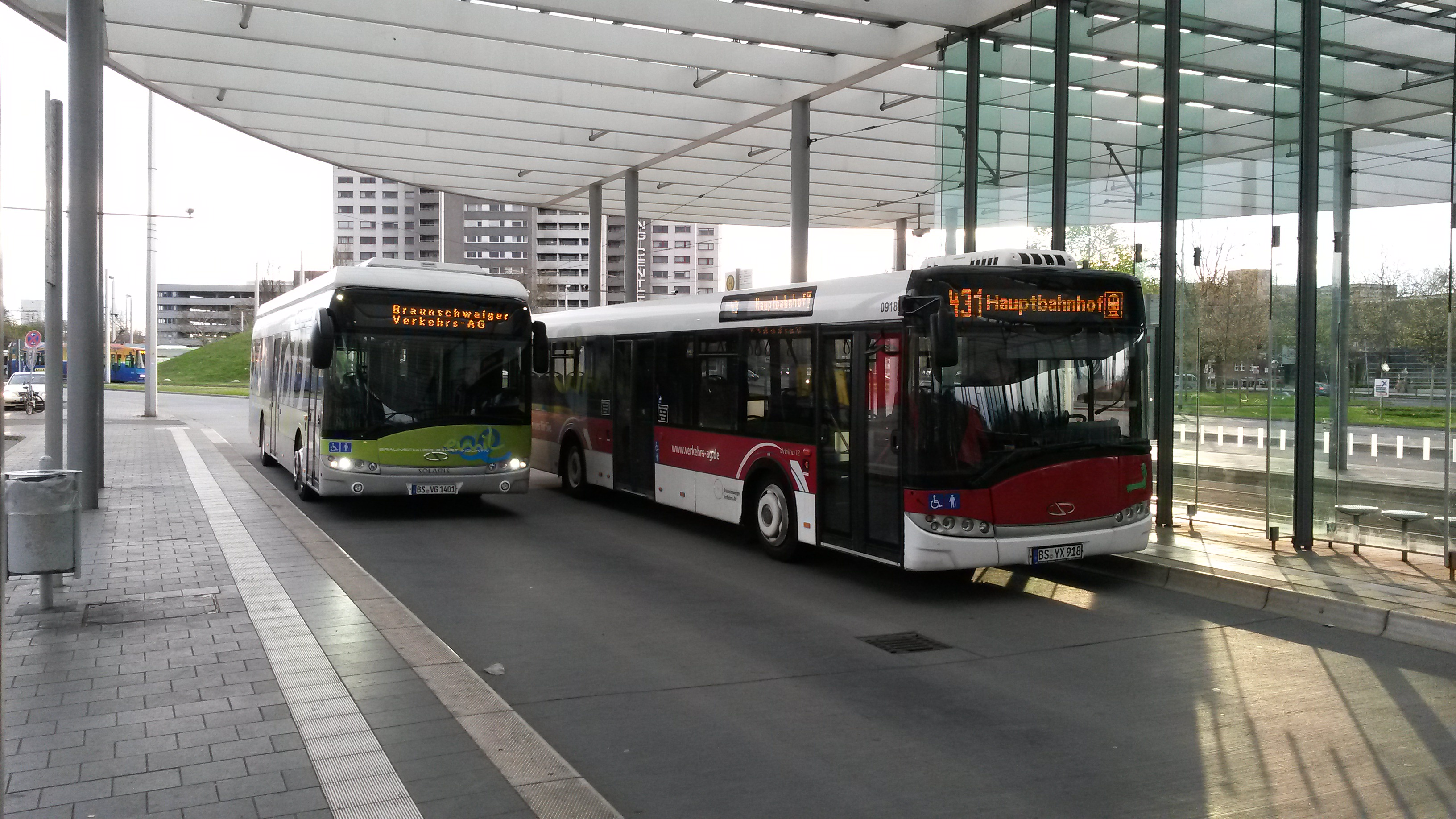
Seit 2014 werden in Braunschweig auch Elektrobusse eingesetzt. Hier der Solaris Urbino 12 electric (grün) neben einem dieselbetriebenen Urbino 12 (rot) am Hauptbahnhof

Die am 12. Oktober 2008 neu eingeführten Metrolinien, welche sowohl Bus- als auch Straßenbahnlinien waren, wurden am 3. September 2012 von ehemals zehn Linien auf fünf reduziert, bevor die Bezeichnung Metrolinien am 7. Januar 2016 komplett aufgegeben wurde. Das einheitliche Qualitätsmerkmal, der 10-Minuten-Takt unter der Woche tagsüber, wurde auch nach der Aufgabe der Metrolinien zunächst beibehalten. Im Zuge einer Fahrplanänderung wegen Bauarbeiten auf der Stobenstraße wurde dieser jedoch zugunsten eines 15-Minuten-Grundtakts mit regelmäßigen Verstärkerfahrten zu den Hauptverkehrszeiten aufgegeben.
Einzelne Linien in der Stadt Braunschweig werden nicht von der Braunschweiger Verkehrs-GmbH, sondern von anderen Verkehrsunternehmen betrieben:
- Kraftverkehr Mundstock GmbH (KVM): Braunschweig – Wendeburg
- KVG Braunschweig: Braunschweig – Salzgitter
- Reisebüro Schmidt GmbH (RBS): Braunschweig – Landkreis Wolfenbüttel (bis 31. Dezember 2009 von Regionalbus Braunschweig)
- Wolfsburger Verkehrs GmbH (WVG): Braunschweig – Wolfsburg
- Verkehrsgesellschaft Landkreis Gifhorn mbH (VLG): Braunschweig-Wenden – Gifhorn
- DB Regio AG Region Nord

Im Juni 2019 wurde der Rufname der Braunschweiger Verkehrs-GmbH in BSVG geändert. Zudem wurde das Erscheinungsbild der BSVG im Zuge dessen verändert. Der Slogan heißt seitdem „Wir bringen dich hin.“.

## Fahrzeuge (Omnibus)

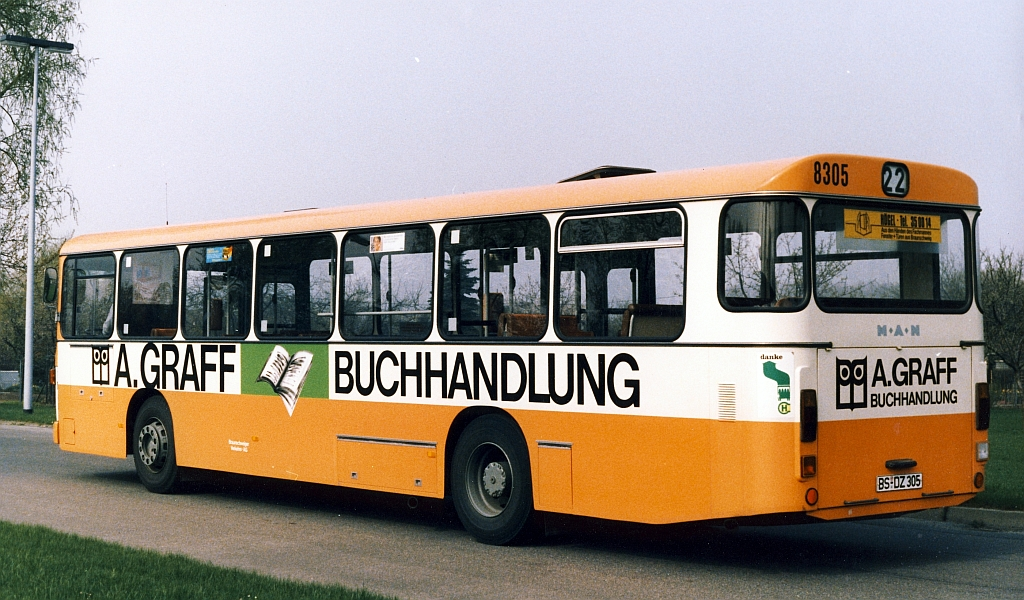
MAN-Linienbus der Braunschweiger Verkehrs-AG mit Werbung der Buchhandlung Graff (um 1983)

Im Fuhrpark der Braunschweiger Verkehrs-GmbH befinden sich zurzeit Niederflurbusse der drei Hersteller MAN, Mercedes-Benz und Solaris. Mit der Marke MAN ist die Stadt Braunschweig besonders verbunden, da das MAN-Logo den Braunschweiger Burglöwen zeigt. Das kommt daher, dass MAN den ehemaligen Braunschweiger Hersteller Büssing und somit auch dieses Symbol übernahm.
In Braunschweig werden seit 2015 induktivladende Elektrobusse im Linienbetrieb eingesetzt. Seit 2024 werden schrittweise weitere, nicht induktiv geladene, Elektro-Busse gekauft.

## Straßenbahn
Das Straßenbahnnetz umfasst 6 Linien mit einer Spurweite von 1100 mm und wird hauptsächlich von Niederflurwagen befahren. Die neueste Generation von Triebwagen bilden 18 Solaris Traminos mit einer Länge von 36,0 m und ersetzen einen Großteil der verbliebenen Hochflurwagen. Um im Planbetrieb einen vollständig barrierefreien Zugang zu gewährleisten, werden sieben Triebwagen des Typs "Tramino Braunschweig II" beschafft. Diese werden von Stadler Pankow gebaut und werden seit dem 22. August 2019 ausliefert.

## Künftige Entwicklung
Mit einer geplanten RegioStadtBahn sollte das Braunschweiger Umland nach dem Karlsruher Modell an die Innenstadt angeschlossen werden. In der Stadt sollten Gleise der Braunschweiger Straßenbahn genutzt, im Umland sollten Strecken der Deutschen Bahn befahren werden. Geplant waren Endpunkte in Salzgitter, Goslar, Bad Harzburg, Schöppenstedt, Gifhorn und Uelzen.
Weil die Braunschweiger Straßenbahn eine Spurbreite von 1100 mm hat, wurde die Innenstadtstrecke der RegioStadtBahn in Vorleistung mit einem Dreischienengleis ausgerüstet. Die erste Ausbaustufe der RegioStadtBahn sollte 2014 in Betrieb genommen werden. Da die Eisenbahnstrecken des Umlandes nicht elektrifiziert sind, sollten wegen der gemischt befahrenen Durchfahrtsstrecke Hybrid-Fahrzeuge angeschafft, die ihren Fahrstrom sowohl über einen eigenen Dieselgenerator als auch aus der städtischen Oberleitung (15 kV bzw. 600 V) beziehen. Aufgrund stark gestiegener Kosten dieser Fahrzeuge wurde allerdings das Projekt im Jahr 2010 beendet.
Stattdessen wird nun ein Alternativkonzept geplant, das ebenfalls zum Jahr 2014 in Betrieb gehen soll und eine bessere Verknüpfung des Bahn-Regionalverkehrs mit dem Braunschweiger Stadtverkehr vorsieht.
Seit dem Jahr 2020 werden unter Beteiligung der Öffentlichkeit Verlängerungen der Linie 3 nach Volkmarode Nord, eine Campusstrecke zum TU-Campus Ost (ursprünglich weiter nach Querum), eine Strecke über die Salzdahlumer Straße in Richtung Heidberg zur bestehenden Wendeschleife und eine beidseitige Weiterführung der Linie 4 Richtung Rautheim und Kanzlerfeld diskutiert; ebenso wie eine westliche Umfahrung der Innenstadt, um die Stammstrecke auf dem Bohlweg zu entlasten und im Falle einer Betriebsstörung auf dieser Strecke die Linien über die neue Strecke umleiten zu können.